# Tibubeneng
Tibubeneng is een desa in het regentschap Badung van de provincie Bali, Indonesië. Tibubeneng telt 14.366 inwoners (volkstelling 2010).
In Tibubeneng bevindt zich de rooms-katholieke Sint-Pauluskerk (Paroki Santo Paulus) Kulibul.

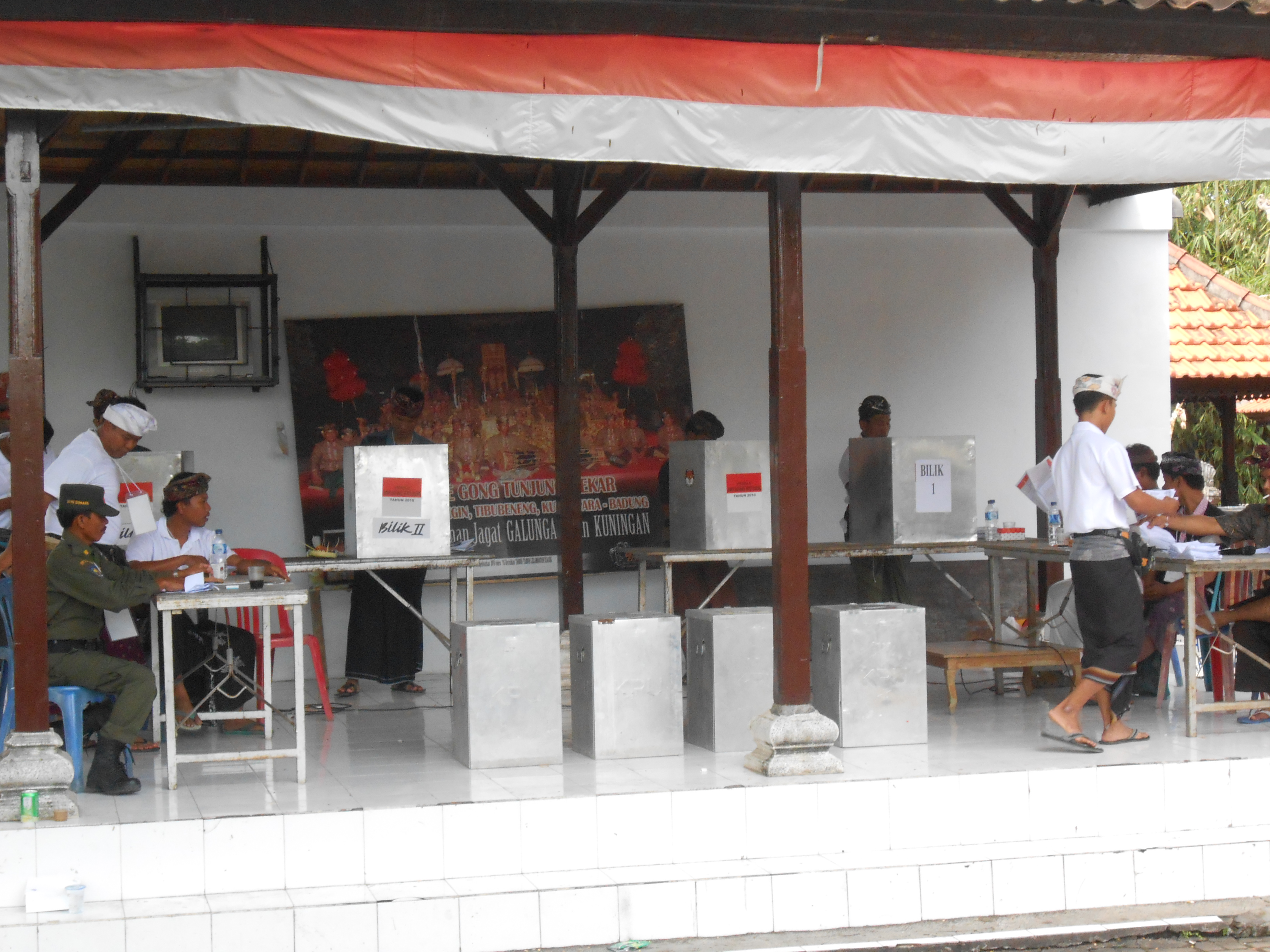
Stembureau in Tibubeneng tijdens de Indonesische parlementsverkiezingen 2014.